# Kintu Musoke
Kintu Musoke (Kinto Musoke) (* 8. Mai 1938) ist ein ugandischer Politiker und ehemaliger Premierminister.
Musoke studierte unter anderem in Indien Publizistik und arbeitete danach als Journalist. Später war er Berater des Präsidenten in Präsidialangelegenheiten. 1989 wurde er zunächst Minister für Information und Rundfunk und danach 1991 Staatsminister für Präsidialangelegenheiten.
Am 18. November 1994 wurde er von Präsident Yoweri Museveni als Nachfolger von George Cosmas Adyebo zum Premierminister ernannt. Dieses Amt behielt er bis zum 5. April 1999.
Im März 2004 wurde er zum Leiter der Arbeitsgruppe zur Bekämpfung von AIDS in Uganda und Berater des Präsidenten für HIV ernannt. Darüber hinaus ist er Vorsitzender des Private Education Development Programm. Des Weiteren ist er Vorsitzender des Uganda Advisory Media Council Board.